# Lobothelphusa woodmasoni
Lobothelphusa woodmasoni is een krabbensoort uit de familie van de Potamidae. De wetenschappelijke naam van de soort is voor het eerst geldig gepubliceerd in 1905 door Rathbun.